# Jaume de Casafranca

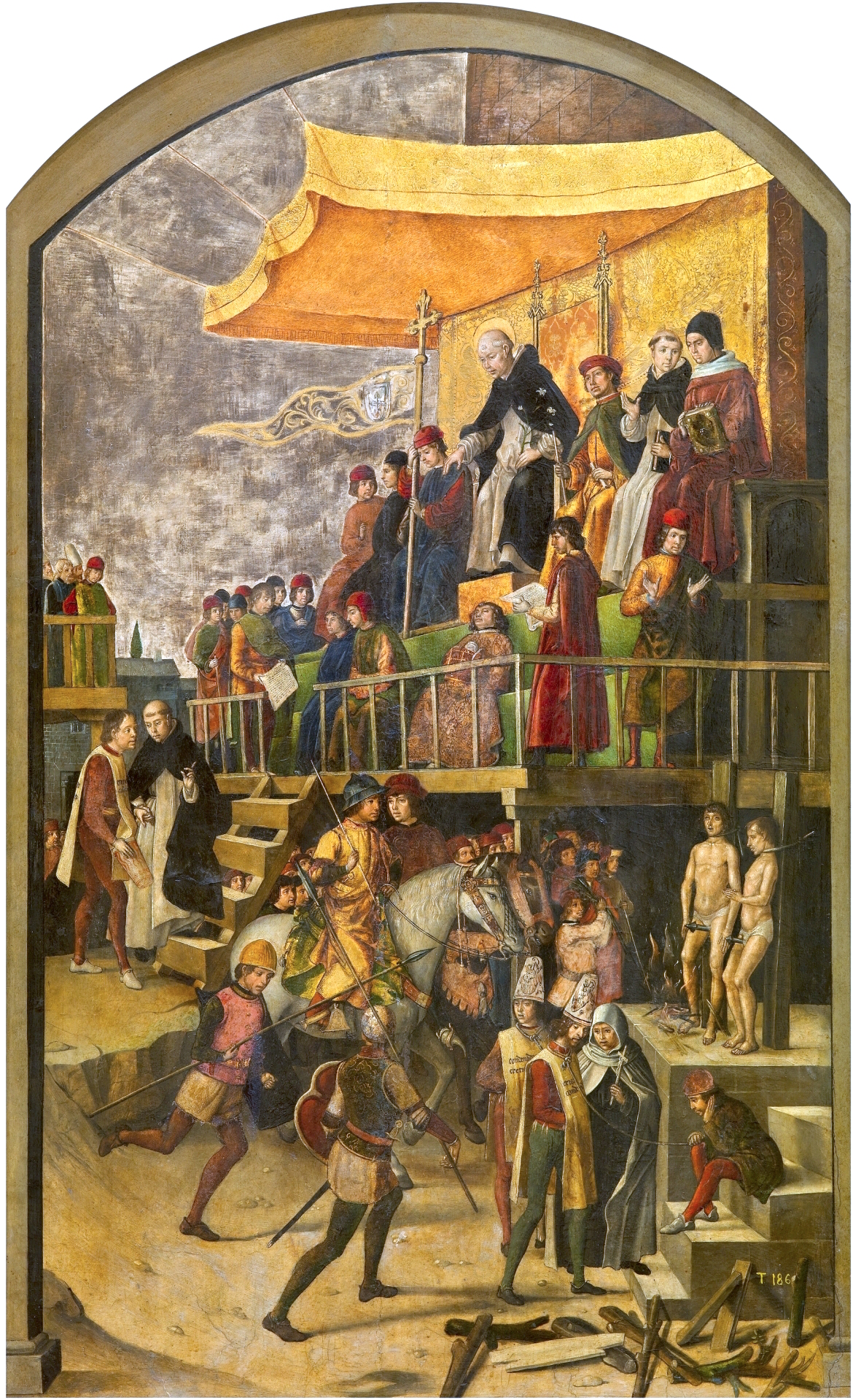
Acte de fe de Pedro Berruguete (c. 1493-1498/1499), Museu del Prado, Madrid.
A la part inferior dreta de la taula, hi són representats dos captius identificats com a condemnats herètics mitjançant un escapulari (en castellà sambenito) i una cucurulla (en castellà coroza), que es dirigeixen a la foguera on ja hi són lligats dos altres condemnats. És probable que l'execució de Jaume de Casafranca, esdevinguda pocs anys després (1505) a la plaça del Rei, tingués algunes semblances amb aquesta escena pictòrica.

Jaume de Casafranca, descendent de jueus catalans convertits al cristianisme en temps dels sermons del dominic  Vicent Ferrer (1412-1416).

La documentació revela que, en el transcurs de la primera meitat del s. XV, hi havia un Jaume de Casafranca, mercader de Barcelona, vinculat econòmicament i administrativa als reis d'Aragó
i a la noblesa catalana, el qual també apareix esmentat a transaccions comercials, compres, vendes, documents notarials i altres. Caldria aprofundir la recerca per tal d'aclarir, en cada cas, si es tracta de Jaume de Casafranca fill o bé del seu avi (era costum entre els jueus del Principat i de les Illes posar als nets el nom dels avis) o, eventualment, d'algun personatge homònim i coetani.
El notari Jaume de Casafranca, va ascendir ràpidament en l'escala dels càrrecs cortesans en temps del regnat de Joan II d'Aragó i de la Guerra civil catalana. El 1476, a més de l'ofici d'escrivà, exercia el càrrec d'obrer major del  palau reial de Barcelona. El 1479 va ser inscrit, a efectes de sou, com a escrivà de registre; el 1481 era escrivà de manament; el 1488 va esdevenir tresorer reial del Principat i, com a tal, el 1492, fins i tot el van nomenar comissari dels béns deixats a Catalunya a causa de l'expulsió dels jueus.
El 1489 va encarregar la publicació de mil quinze exemplars d'un Llunari a l'impressor alemany Johann Gherlinch, actiu a Catalunya per aquelles dates. No se'n conserva cap exemplar, però se suposa que es tractava d'una obra similar a la de Bernat de Granollacs.
Després dels  pogroms de 1391, la conversió formal al cristianisme va esdevenir una pràctica habitual entre els jueus de la Corona d'Aragó i, molt probablement, aquesta va ser l'opció dels Casafranca, a fi d'intentar evitar les ires dels ignorants i la intolerància dels fanàtics religiosos, tot confiant en la protecció atorgada tradicionalment pels monarques catalano-aragonesos (v. Els reis catalans i la seva relació amb els jueus), així com en els coneixements i habilitats que els atorgava llocs d'influència i prestigi al si de la societat catalana de la baixa edat mitjana.

Malgrat els nombrosos serveis prestats a la corona per Jaume de Casafranca, la  inquisició va causar la seva ruïna i la dels seus familiars. El 1504, arran del procés de Joan de Sant Jordi, secretari del rei Joan II d'Aragó, íntim amic de Casafranca i de la seva muller Blanquina Maians, la Inquisició va ordenar la detenció del matrimoni, que va ser condemnat a la foguera, on moriren, ell el 17 de gener de 1505, i la seva esposa el 23 de juny del mateix any.
En paraules de Simon Wiesenthal: "Els jueus van ajudar a créixer a un príncep pobre perquè havien dipositat en ell les seves esperances. Un cop entronitzat a Castella,  Ferran va sentir tal ajuda com una humiliació i va recompensar els seus benefactors expulsant-los i matant-los."

## Pere Miquel Carbonell
Gràcies al també notari, escrivà i arxiver reial Pere Miquel Carbonell ens han arribat les actes dels processos inquisitorials empresos contra Jaume de Casafranca, la seva esposa Blanquina Maians i el seu advocat defensor, Francesc Franc, per l'inquisidor Francisco Pays de Sotomayor. A tall d'introducció, just abans d'exposar el procés de Jaume de Casafranca, el mateix Pere Miquel Carbonell, qui de ben segur el coneixia personalment, explicita de manera ben clara quina és la seva intenció en publicar aquestes actes:
| «                                                                                   | Empero yo Pere Michael Carbonell Archiver del Rey nostre Senyor per clarificar los enteniments de alguns mals creents e dubitants que tantes culpes errors e heretgies se sien seguides e comeses per persones reputades e tengudes per christianes e bones e per fer millor dictat e acquirir merit de nostre Senyor Deu e expandir los tants opprobris e injuries fetes contra nostre Senyor Deu Jesu-Christ e la Sacratissima Verge Maria mare sua a tots los devots christians qui volran legir en lo present libre tais errors e abhominations he delliberat scriure algunes sententies en lo prssent libre totes de ma mia e de mot a mot axi com son stades donades e publicades e scrites en llurs originals processus dels quals de manament del pare reverend inquisidor de la heretica pravitat Franci Pays de Sotomayor son stades tretes e communicades a mi dit Archiver e son del tenor següent. | » |
| — Liber descriptionis reconciliatonisque purgationis et condemnationis haereticorum | |   |

## El procés: càrrecs
El judici inquisitorial contra Jaume de Casafranca va ser instruït per Pere Garcia,  bisbe de Barcelona, i pels inquisidors Joan d'Enguera i Francisco Pays de Sotomayor, abans esmentat, en qualitat de fiscal. Casafranca és acusat de ser amic i familiar de Joan de Sant Jordi, esmentat més amunt, amb el qual, presumptament, freqüentava jueus i menjava amb ells, la qual cosa estava prohibida per a clergues i laics ja des del 305/306 pel Concili d'Elvira i el 506 pel Concili d'Agde.
A més, Jaume de Casafranca, els seus pares, la seva esposa i Joan de Sant Jordi són acusats de:
- Ser jueus conversos, heretges i apòstates per no respectar els diumenges i altres festes catòliques.
- Anar a caçar en lloc d'assistir a missa.[20]
- No dejunar, menjar ous, carn i formatge durant la quaresma.
- Respectar el descans del Sàbat i celebrar altres festes jueves.
- Deixar de treballar, fer negocis i viatjar els divendres al vespre i els dissabtes.
- Consumir la Matsà i els àpats propis de Péssah, amb carn, en plena quaresma.
- Cuinar arengades a fi que l'olor dissimulés la preparació d'altres aliments prohibits per als cristians en temps de dejuni i abstinència.
- Sentir la  Bíblia i la Llei de Moisès llegides a la forma judaica.
- Donar almoina als  estudiants jueus.
- Afaitar-se els divendres i vestir roba neta els dissabtes.
- Resar pregàries jueves en lloc de les oracions catòliques, no senyar-se ni beneir els aliments amb el senyal de la creu.
- Recitar les pregàries funeràries jueves en morir un convers.[21]
- Celebrar la festa de la Circumcisió en lloc de la del Baptisme.
- Acollir jueus a casa seva.
- Sacrificar les aus a la manera judaica.
- Cuinar les aus en oli i no pas amb cansalada.[22]
- Insultar als cristians dient-los que no eren dignes ni mereixedors de besar en el cul a la seva mula.
- Abstenir-se de menjar cansalada, conill, llebre i altres aliments prohibits per la Llei de Moisès.
- Procurar que els seus testimonis declaressin davant la Cort secular en lloc de fer-ho davant la Inquisició a fi de poder desdir-se'n.
- Visitar jueus en companyia de Joan de Sant Jordi amb motiu dels viatges de la cort de Joan II d'Aragó.
- Anar a sessions de lectura d'un llibre de Maimònides a casa d'un Rabí anomenat Castellà que vivia a la muralla vella de Saragossa.[23]
- Menjar carn els divendres i dissabtes, tot i que en Joan de Sant Jordi al·legava que ho feia a causa d'una indisposició, de la mateixa manera que no menjava cansalada per la mateixa causa.
- Joan de Sant Jordi mantenia una estreta relació amb els jueus de Cervera.
- Rebre hostes jueus a la seva casa de Barcelona.[24]
- Joan de Sant Jordi llegia la  Bíblia amb jueus de Cervera, Montblanc, Montsó i Girona.
- Blanquina Maians, esposa de Jaume de Casafranca va donar a llum a casa d'un jueu de Cervera.[25]
- Però, d'entre totes les proves esgrimides, l'acusació remarca aquesta:

| « | E vistes les proves que lo dit procurador fiscal dona e administre contra lo dit Casafranca e vistes les deffenses per part del dit Casafranca produïdes e presentades trobam per merits del dit proces com lo dit Casafranca devalle de linatge de jueus es convertiren en temps del beneventurat Sanct Vicent empero tornaren al vomit e al judeisme | » |
| — | |   |

- Es recorda que Blanquina, mare de Jaume de Casafranca, en veure passar la processó de Corpus Christi a Saragossa, tot referint-se a l'Hòstia o "cos de Crist" va dir:

| « | […] placia al dio que no haguessen mes poder tots los quit porten que tu tens. | » |
| — |                                                                                |   |

- S'acusa Joan de Sant Jordi d'haver dit un dia a Perpinyà:

| « | aqueix que vosaltres dieu Jesu-Christ yo he fet portar lo proces de Hierusalem e fonch legitima rita et justament condemnat per sos merits. | » |
| — | |   |

- S'acusa Joan de Sant Jordi d'haver encarregat a Bernat Beget[28] la redacció d'un llibre contrari a l'Església i a la  virginitat de Maria on s'afirmava que el  Messies anunciat a la  Bíblia encara no ha vingut.
- S'acusa Jaume de Casafranca d'estudiar llibres jueus en companyia de Joan de Sant Jordi i altres jueus.
- Es remarca que Joan de Sant Jordi recitava el  Xemà Israel:

| « | Oies nostron Deu oies Adonay Adonay nostron Deu Deu hu. | » |
| — |                                                         |   |

- Es remarca que era públic i notori que Jaume de Casafranca allotjava jueus a casa seva durant períodes de 12 i 15 dies quan l'estada màxima autoritzada per als jueus a Barcelona era de 3 dies.[30]
- No menjar porc, sinó salaó de cabra i cuinar les perdius  sacrificades "degollades per jueus" en oli, aigua i sal, i no pas en sagí.
- Recomanar tolerància cap als conversos que es veuen obligats a menjar porc pel fet de ser presoners.[31]
- Afavorir els conversos i maltractar els cristians.
- Assistir a una festa amb motiu de la circumcisió del fill d'un jueu de Cervera
- Treure el nervi ciàtic d'una cuixa de xai, que és un dels  Manaments del judaisme o Mitsvot:[32]

| « | E mes que essent en Pedralbes lo dit rey don Joan de gloriosa memoria en temps de la guerra faeren obrir una cuxa de molto e apres de uberta lo dit Sanct-Jordi present dit Casafranca trague lo que era dintre la cuxa e apres de aquella menjaren los dos. | » |
| — | |   |

- Afirmar que el Salm 110[34] no era de David, sinó d'un secretari seu i afirmar que el Magníficat[35] no era de Maria, mare de Jesús, sinó de Míriam germana de Moisès i Aaron.
- Permetre que la seva esposa respectés el Sàbat.
- Celebrar Péssah a casa del convers Joan ça Riera,[36] al  carrer Sant Llorenç, en ple Call de Girona:[37]

| « | E mes trobam que los dits Sanct-Jordi e Casafranca celebraven la pascha dels jueus en la ciutat de Gerona en lo carrer de Sanct Lorenç en casa den Joan Çarriera convers lo qual era stat jueu la qual faen en aquesta manera que essent en la setmana Sancta en temps de la pascha dels jueus lo Rabbi dels jueus de Gerona venia alli e portava pa alis e caçola de vianda en que havia I troç de cabrit o anyell e ous cuyts e portava aximateix una scudella en que havia certa cosa que semblava fos mostalla e del vi dels jueus e abans que sopassen En Joan Vidal Samso convers legia e com havia legit sopaven los dits Joan de Sanct-Jordi e Jacme de Casafranca e altres coversos e com havian sopat tornava lo dit Rabbi e com era tornat legien altra vegada e en laltra torna lo dit Rabbi dels jueus ab I capo o gallina e pa alis e vi e alli se dinaren e los vuyt jorns que durava la dita pascha dels jueus lo dit Rabbi los portava vianda e ells cuynaven de aquella. | » |
| — | |   |

- Remarcar-li la seva condició de jueu a un convers que es refermava com cristià.
- No dir Gloria Patri en acabar de llegir el Llibre dels Salms.
- Donar almoina a uns estudiants jueus castellans d'una Ieixivà dirigida per en Jucef de Blanes.[40]
- Consentir que es retiri el greix i la sang de la carn per tal de salar-la tal com fan els jueus.
- No confessar-se mai abans de l'arribada de la Inquisició.

## La sentència
- Es declara Jaume de Casafranca heretge  judaïtzat i  apòstata de la "santa fe catòlica cristiana".
- Es proposen les penes d'excomunió major i anatema.
- Es demana que li siguin expropiats tots els béns per la Cambra del Fisc.
- Les penes esmentades han de ser extensives a la seva progènie i, per tant, són declarats heretges tots els seus descendents per línia masculina fins al segon grau i per línia femenina fins al primer grau.
- Es decideix que sigui lliurat a la justícia secular a fi que li sigui aplicat el càstig corresponent:

| « | Per tant, ab tenor de la present nostra diffinitiva sententia remettem lo dit Jacme de Casafranca heretge judaytsat e apostata de nostra Sancta fe christiana al magnifich misser Hieronym Albanell en cascun dret doctor Regent la Cancellaria per lo Rey nostre Senyor en lo Principat de Catalunya qui açi es present al qual requerim tant quant de dret devem e podem et non alias que rebe lo dit Jacme do Casafranca heretge judaytsat e apostata per nos desemparat e remes en son for e juy al qual pregam molt affectadament se haja ab ell ab tota clementia e pietat e modere la pena en vers ell citra mortem et saniguinis effusionem et membrorum mutilationem. E axiu pronunciam sentenciam e declaram per aquesta nostra deffinitiva sententia en aquests scrits e per ells. — Petrus Episcopus barcinonensis. — Frater Joannes Enguera Inquisitor. — F. Pays de Sotomayor. | » |
| — | |   |

## L'execució
- La sentència és llegida en veu alta i intel·ligible pel notari reial i secretari de la Inquisició, Joan Meya, a la plaça del Rei el divendres 17 de gener de 1505.[41]
- Tot seguit, el braç secular porta els condemnats que són cremats a la foguera:

| « | Die XVII mensis januarii anno a nativitate Domini M quingentesimo quinto in dicta platea Regia Barcinonae reverendi domini Petrus episcopus Barcinonae magister Joannes Enguera et Franciscus Pays de Sotomajor inquisitores reconsiliarunt et condemnaverunt tanquam hereticos sequentes. […] Jacobus de Casafranca Locumtenens Thesaurarii Principatus Cataloniae […] fuerunt condemnati et brachio seculari traditi et combusti. | » |
| — | |   |